# Reinder J. Bouma
Reinder J. Bouma (1949) è un astronomo olandese.
Reinder J. Bouma è un astrofilo olandese, si occupa in particolare di osservazioni di stelle variabili e di comete.
Nel campo delle stelle variabili è ben conosciuto per aver creato carte dei campi stellari dove sono situate le stelle variabili. Collabora dal 1981 con l'AAVSO, le sue osservazioni sono registrate sotto la sigla BMU, finora ha effettuato oltre 20.000 osservazioni. È anche membro della Koninklijke Nederlandse Vereniging voor Weer- en Sterrenkunde (KNVWS).
Anche nel campo delle osservazioni cometarie è ben conosciuto a livello internazionale ma finora l'unico risultato degno di nota è di essere uno degli scopritori di un'immagine di una cometa sconosciuta.

## Riconoscimenti
Nel 1996 ha ricevuto dall'AAVSO l''Observer Awards per la sua 10.000° osservazione.
Nel 2000 gli è stato dedicato un asteroide, 9706 Bouma
Nel 2011 gli è stato assegnato il 47º premio Dr. J. van der Biltprijs.